# Jean-Baptiste Vacher de Tournemine
Jean-Baptiste Charles Vacher de Tournemine est un homme politique français né le 4 novembre 1755 à Pleaux en Auvergne et mort le 20 septembre 1840 à Mauriac (Cantal).

## Biographie
Jean-Baptiste Charles Vacher de Tournemine est né le 4 novembre 1755 à Pleaux en Auvergne,. Il est le fils de Jean-Baptiste Vacher, avocat au parlement, et de Geneviève Doule. Marié avec Gabrielle de Solier, il a six enfants.
Docteur en droit,, il est avocat et favorable à la Révolution française.
Il est président du directoire du département du Cantal en 1791, puis procureur général syndic,. Il est emprisonné quelques jours en 1795. Il est élu député du Cantal au Conseil des Anciens le 22 vendémiaire an IV (14 octobre 1795) et réélu le 23 germinal an VII (12 avril 1799),. 
Rallié au Consulat, il est député du Cantal au Corps législatif du 4 nivôse an VIII (25 décembre 1799) à 1806,. 
Il est ensuite recteur de l'académie de Clermont de 1809 à 1811 et préside à ce titre la réinstallation, le 1er mai 1810, de la faculté des lettres de Clermont. Il entre ultérieurement dans la magistrature et devient président du tribunal de Mauriac,. 
Il est de nouveau élu député du Cantal le 22 août 1815 et réélu le 4 octobre 1816. Il siège dans la minorité de la Chambre introuvable, à gauche. Il est élevé au titre de baron héréditaire par lettres patentes du 20 décembre 1817. Il ne se représente pas aux élections de 1824,.
Il meurt le 20 septembre 1840 à Mauriac dans le département du Cantal,.